# Markus Riva
Markus Riva, nato Miķelis Ļaksa (Talsi, 2 ottobre 1986), è un cantante e conduttore televisivo lettone.

## Biografia
Diplomato alla scuola di musica della Cattedrale di Riga, Markus Riva ha iniziato a farsi conoscere alla fine degli anni 2000 lavorando come DJ per la stazione radiofonica lettone Capital FM e pubblicando, nel 2009, il suo album di debutto Ticu.
Nel 2014 ha preso parte alla trasmissione televisiva Gribu pie Meladzes, arrivando in finale e piazzandosi al 2º posto. Dal 2017 è presentatore di tutte e quattro le stagioni del talent show X Faktors su TV3.
Markus Riva ha preso parte alla selezione lettone per l'Eurovision Song Contest in otto occasioni diverse, dal 2014 al 2020 e nel 2022. È arrivato sul podio due volte, finendo 2º nel 2015 con Take Me Down e nel 2019 con You Make Me So Crazy.

## Discografia

### Album in studio
- 2009 – Ticu
- 2010 – Songs from NYC
- 2013 – How It Feels
- 2015 – MR
- 2018 – I Can
- 2019 – Laika upe
- 2021 – Pazudīšu pilsētā
- 2024 – Bigger than This

### EP
- 2022 – Random Lives
- 2024 – Bye Bye Baby

### Singoli
- 2013 – Fire
- 2014 – We Dance for Reason (feat. Ralfs Eilands)
- 2014 – Lights On
- 2014 – Forever
- 2014 – Take Me Down/Taty
- 2015 – Krasiva sil'no (feat. Arthur Dennys)
- 2015 – Take Me Away
- 2016 – I Can
- 2016 – Love Me Harder
- 2016 – Laika upe
- 2016 – Ty vljublena
- 2016 – Saucu tevi vēl
- 2017 – Dynamite
- 2017 – Devuška s gljanca (feat. Black Jack)
- 2017 – Ko sirds mana jūt
- 2017 – Južnye vetra (feat. Arthur Dennys)
- 2017 – Ne zovi
- 2017 – Kā būs, tā būs
- 2017 – This Time
- 2017 – Ziemassvētkos
- 2018 – I'll Never Let You Go/Kuda noč' zavedët/Kudy nič zavede
- 2018 – Ne vidpuskaj (con Mjata)
- 2018 – Svadchistchana
- 2018 – PLease Don't Give Up
- 2018 – Po venam alkogol'
- 2018 – You Make Me So Crazy
- 2018 – Es tev šodien teikšu kā (con Intars Busulis e Reinis Sējāns)
- 2019 – Kamēr vien mēs esam (con Dināra Rudāne)
- 2019 – Ty p'ëš moju krov'
- 2019 – Ne vladeju soboj
- 2019 – P'janaja golaja
- 2020 – Impossible
- 2020 – Bez tebja
- 2020 – Obnimi menja
- 2020 – Vrëš'
- 2020 – Vienmēr
- 2020 – Vēl pēdējo reiz/Belye noči
- 2020 – Tavos vārdos
- 2020 – Man nesanāk
- 2020 – Radi nas (con Samanta Tīna)
- 2021 – Vārdi klusumā
- 2021 – Pjatnica
- 2021 – Asaras acīs/Devočka plačet
- 2022 – If You're Gonna Love Me
- 2022 – Ja tu mani mīli
- 2022 – Titanium
- 2022 – Lose Myself
- 2022 – At Midnight
- 2022 – Alive
- 2023 – Forever
- 2023 – Diskutē vēl! (con i ZeBrene)
- 2023 – Made in UA
- 2023 – Algoritm
- 2023 – One Night (con Myszkovski)
- 2024 – Lose Control
- 2024 – At the End of the World
- 2024 – Es tev šodien teikšu jā (con Intars Busulis e Reinis Sējāns)
- 2024 – Mīlēsim vēl
- 2024 – Too Late for Love (con Myszkovski)
- 2024 – Nakts vai diena
- 2024 – Dance It Away
- 2024 – Far from Me
- 2024 – Ice Ice Cold